# Cło antydumpingowe
Cło antydumpingowe (wyrównawcze) – rodzaj cła, opłaty nakładanej przez państwo na importowane towary, których cena jest wyraźnie niższa od ceny na rodzimym rynku producenta danego towaru. 
Stosowanie ceł antydumpingowych ma na celu zapobieganie występowaniu nierównych warunków konkurencji na rynku wewnętrznym i niwelowanie różnic między ceną dumpingową a ceną uznaną za normalną. W większości krajów należących do Światowej Organizacji Handlu (WTO), nałożenie ceł antydumpingowych wymaga wdrożenia postępowania antydumpingowego (dumping). Decyzja o wprowadzeniu ceł może być spowodowana zawartymi przez dany kraj porozumieniami dwustronnymi lub wielostronnymi bądź też wynikać z autonomicznej, niezależnej od innych partnerów, decyzji danego kraju.